# Maier Arena Tønsberg
De Maier Arena Tønsberg (eerdere naam:Tønsberg kunstisbane) is een kunstijsbaan in Tønsberg in de provincie Vestfold in het zuiden van Noorwegen. De openlucht-kunstijsbaan is geopend in 1996 nadat er van 1923 tot 1995 een natuurijsbaan lag. De ijsbaan ligt op 57 meter boven zeeniveau. De ijsbaan heeft in 2012 het Noorse allround kampioenschap en in 2002 het Noorse sprint kampioenschap georganiseerd. In 2015 werd de ijsbaan hernoemd na het overlijden van de grootste schaatser die Tønsberg heeft voortgebracht, Fred Anton Maier.

## Nationale kampioenschappen
- 2002 - NK sprint mannen/vrouwen
- 2012 - NK allround mannen/vrouwen

## Tønsberg stadion
Het Tønsberg stadion is een voormalige natuurijsbaan in Tønsberg in de provincie Vestfold in het zuiden van Noorwegen. De natuurijsbaan is geopend geweest van 1923 tot 1995, wanneer de natuur het toeliet. De ijsbaan lag op 49 meter boven zeeniveau. Het belangrijkste toernooi van deze ijsbaan is het WK allround voor vrouwen in 1961 geweest. De opvolger van deze ijsbaan is de Tønsberg Kunstisbane.

### Grote kampioenschappen
Internationale kampioenschappen
- 1961 - WK allround vrouwen

Nationale kampioenschappen
- 1926 - NK allround mannen
- 1938 - NK allround vrouwen
- 1949 - NK allround mannen
- 1964 - NK allround mannen
- 1972 - NK allround mannen

### Wereldrecords
| Nr. | Discipline     | Naam            | Land      | Tijd   | Datum           |
| --- | -------------- | --------------- | --------- | ------ | --------------- |
| 1.  | 3000 meter (m) | Knut Johannesen | Noorwegen | 4.33,9 | 12 januari 1963 |

## Tønsbergs Turnforening
De gebruiker van de ijsbanen in Tønsberg is de vereniging Tønsbergs Turnforening. Bekende (ex-)schaatsers van deze vereniging zijn:
- Terje Andersen
- Reidar Bettum
- Roar Grønvold
- Henry Svendsen Hebbe
- Fredrik van der Horst
- Henning Kaarud
- Fred Anton Maier
- Bjørn Tveter